# منتخب هولندا لكرة الصالات
منتخب هولندا الوطني لكرة قدم الصالات (بالهولندية: Nederlands zaalvoetbalteam)‏ هو ممثل هولندا الرسمي في المنافسات الدولية في كرة الصالات .